# Physiculus natalensis
Physiculus natalensis är en fiskart som beskrevs av John Dow Fisher Gilchrist 1922. Physiculus natalensis ingår i släktet Physiculus och familjen Moridae. Inga underarter finns listade i Catalogue of Life.